# Malangjiwan (Colomadu)
Malangjiwan is plaats en een bestuurslaag in het regentschap Karanganyar van de provincie Midden-Java, Indonesië. Malangjiwan telt 11.378 inwoners (volkstelling 2010).

De suikerfabriek Tjolomadoe (Colomadu) in Malangdjiwan tussen 1862 en 1872 in de buurt van Soerakarta (Surakarta) Op 8 december 1861 werd de eerste steen van de Suikerfabriek van Mangkoenegoro IV gelegd. Bij de opening in 1862 kreeg deze de naam Tjolomadoe   „Berg van Zoetheid".

## Link
- Pabrik Gula Colomadu